# Ionuț Curcă
Ionuț Flavius Curcă (n. 7 august 1977) este un fost jucător de fotbal român.
Primul său meci în Liga I a fost la data de 25 august 2002 în partida câștigată de Rapid București cu scorul de 5-2 împotriva Oțelului Galați. Curcă făcea atunci saltul de la satelitul Electromagnetica la echipa mare. A continuat să joace timp de 4 ani pentru Rapid înainte de a părăsi clubul pentru a pleca la Piatra Neamț.
În martie 2006 a primit Medalia „Meritul Sportiv” clasa a II-a cu o baretă, din partea președintelui României de atunci, Traian Băsescu, deoarece a făcut parte din echipa Rapidului care a obținut calificarea în sferturile Cupei UEFA 2005-2006.

## Statistici
| Sezon   | Club                       | Competiție | Apariții | Goluri |
| ------- | -------------------------- | ---------- | -------- | ------ |
| 1998/00 | Inter Gaz București        | Divizia B  | -        | 0      |
| 2000/01 | Juventus București         | Divizia B  | -        | 0      |
| 2001/06 | Electromagnetica București | Divizia B  | 28       | 0      |
| 2002/06 | Rapid București            | Divizia A  | 9        | 0      |
| 2006    | Ceahlăul Piatra-Neamț      | Divizia A  | 11       | 0      |
| 2006/07 | Jiul Petroșani             | Divizia A  | 7        | 0      |
| 2007/08 | Prefab Modelu              | Liga II    |          |        |
| Total   | Total                      | Total      | -        | -      |